# Hydroporus mariannae
Hydroporus mariannae är en skalbaggsart som beskrevs av Wewalka 1974. Hydroporus mariannae ingår i släktet Hydroporus och familjen dykare. Inga underarter finns listade i Catalogue of Life.